# Guarea macrophylla
Saco-de-gambá, marinheiro, pau d'arco ou camboatã é uma espécie de árvores de distribuição neotropical da família das meliáceas. O nome científico da árvore é Guarea macrophylla.
A subespécie Guarea macrophylla tuberculata é também designada como ataúba, café-bravo, calcanhar-de-cotia, canjerana-do-brejo, catiguá-branco e catiguá-morcego. Esta é nativa do Brasil, onde ocorre nos estados do Rio de Janeiro e de São Paulo.
Apresenta folíolos lanceolados e coriáceos. As flores estão dispostas em panículas. Os frutos são cápsulas avermelhadas.
A árvore tem folhas compostas pinadas, flores brancas pentâmeras e fruto capsular marrom, cuja forma parece ao escroto.

## Sinonímia botânica
A subespécie Guarea macrophylla tuberculata foi também designada como:
- Guarea cernua Vell.
- Guarea clausseniana C.DC.
- Guarea coriacea C.DC.
- Guarea cuspidata C.DC.
- Guarea glaziovii C.DC.
- Guarea jaeggiana C.DC.
- Guarea langsdorffiana C.DC.
- Guarea lessoniana Juss.
- Guarea martiana C.DC.
- Guarea mikaniana C.DC.
- Guarea muelleri C.DC.
- Guarea pallida C.DC.
- Guarea petiolulata C.DC.
- Guarea porcata Roem.
- Guarea punctulata C.DC.
- Guarea riedelii C.DC.
- Guarea rubra C.DC.
- Guarea salgadensis C.DC.
- Guarea selloana C.DC.
- Guarea subspicata C.DC.
- Guarea tuberculata Vell.
- Guarea tuberculata Vell. Var. purgans
- Guarea tuberculata Vell. Var. subcoriacea C.DC.
- Guarea verrucosa C.DC.
- Guarea verruculosa C.DC.
- Guarea warmingiana C.DC.